# Metropolitankirche Agia Trias

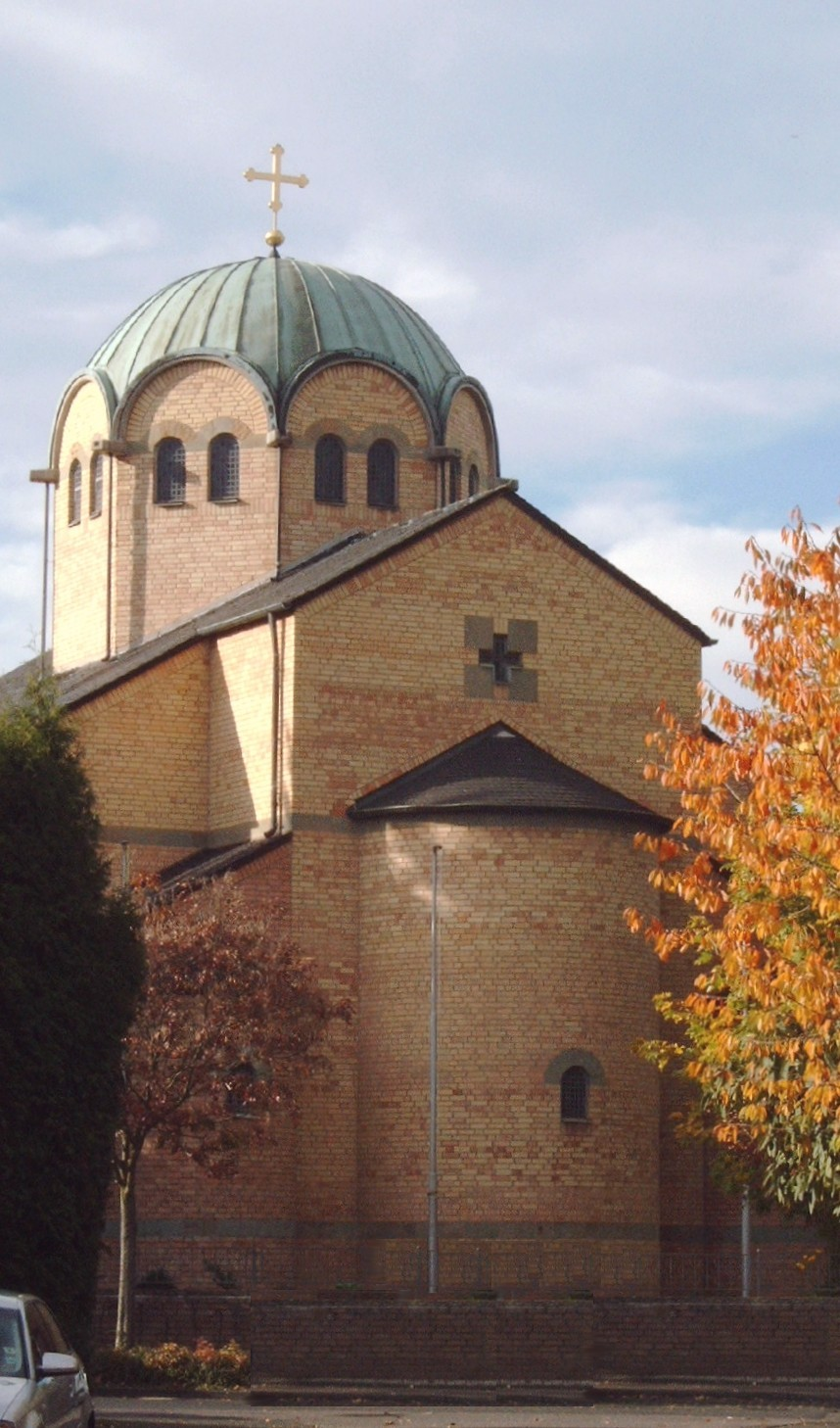
Die Kathedrale Agia Trias

Die Kathedrale Agia Trias (griechisch Αγία Τριάς ‚Heilige Dreifaltigkeit‘) im Bonn-Beueler Ortsteil Limperich ist die Metropolitankirche der griechisch-orthodoxen Kirche in Deutschland, die als Griechisch-Orthodoxe Metropolie von Deutschland organisiert ist. Sie wurde 1977 nach Plänen von Klaus Hönig gebaut.

## Geschichte
Ab 1963 hatte die griechisch-orthodoxe Metropolie ihren Sitz in Bonn-Beuel. Spätestens als sich in den 1970er-Jahren Bonn als Hauptstadt der Bundesrepublik Deutschland vom Provisorium löste, fasste die Metropolie den Entschluss, in der Stadt das Metropolitanzentrum mit Kirche zu errichten. Nicht unbedeutend dürfte in der Entscheidung auch die zentrale Lage in der alten Bundesrepublik gewesen sein, schließlich gab es damals noch sehr wenige orthodoxe Gotteshäuser in Deutschland.
Gottesdienste oder Veranstaltungen wurden von zahlreichen Persönlichkeiten besucht, so etwa 1998 von Bundeskanzler Helmut Kohl und Bundespräsident Roman Herzog zu einem Gottesdienst zu Ehren von Metropolit Augoustinos. Auch nach der Verlegung des Regierungssitzes nach Berlin 1999 stellte sich die Frage der Verlegung der Metropolie nicht.

## Architektur
Die Kirche wurde 1976/77 nach Plänen von Klaus Hönig erbaut und Pfingsten 1978 durch Metropolit Irineos geweiht. Die Kathedrale aus ockertönigem Backstein ist ein Zentralbau auf dem Grundriss eines Griechischen Kreuzes. Über der Vierung erhebt sich eine oktogonale Kuppel. An der Südseite steht ein Glockengiebel mit drei Glocken der Fa. Mabilon. Die Kirche fasst etwa 400 Personen. Es handelt sich um eines der frühesten Beispiele Postmoderner Architektur in Deutschland.
Die Ausmalung der Kirche durch Christophanis Voutsinas dauerte 23 Jahre und wurde erst 2010 abgeschlossen. Die Malereien nehmen eine Fläche von mehr als 600 m² ein. 

## Einzelnachweise

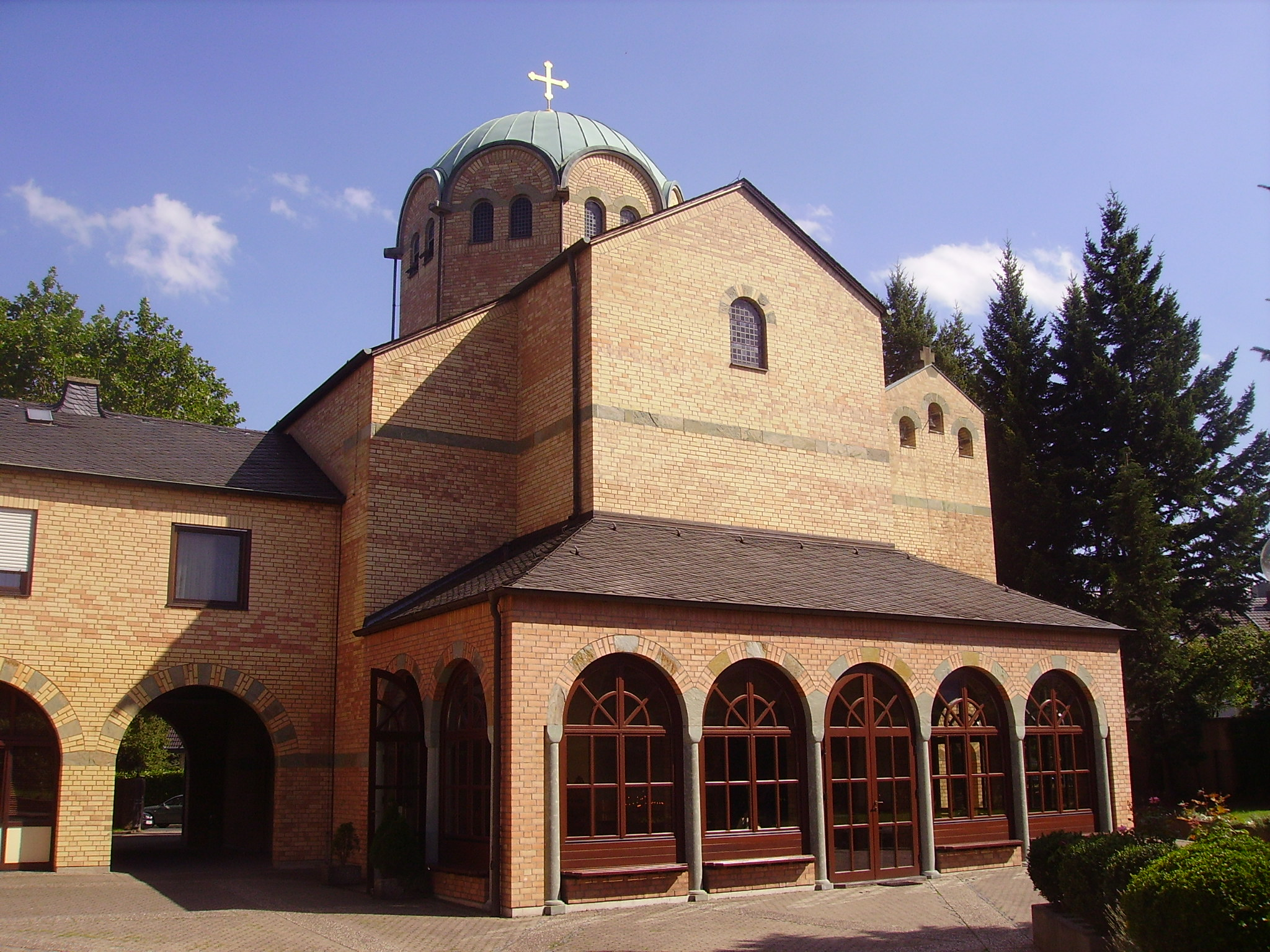